# Bay of Islands (Nieuw-Zeeland)

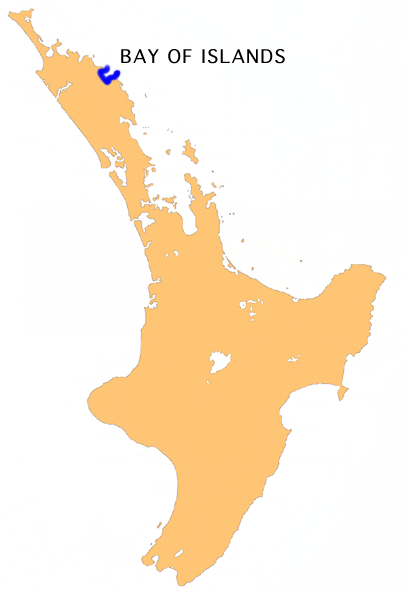
Locatie van Bay of Islands

The Bay of Islands is een 16 km brede baai, 60 km ten noorden van Whangarei aan de noordoostkust van de regio Northland van het Noordereiland van Nieuw-Zeeland.

## Externe link

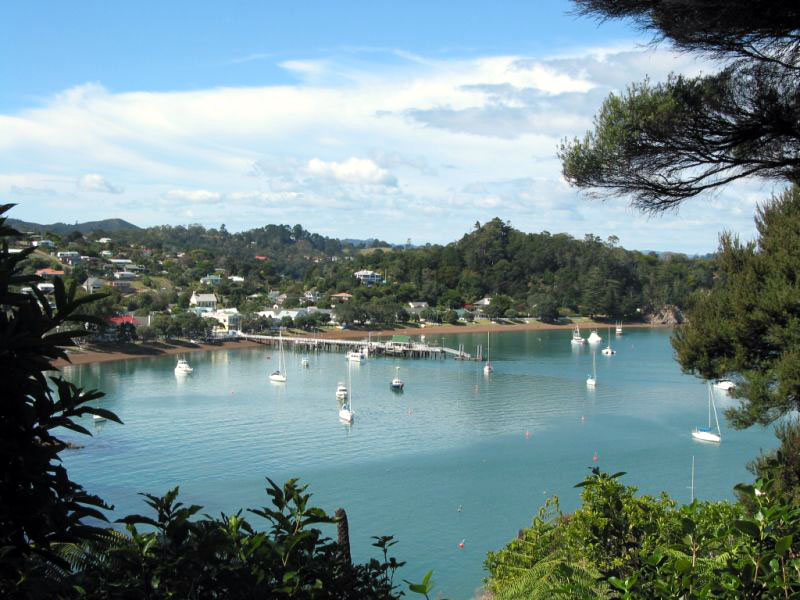
Russell
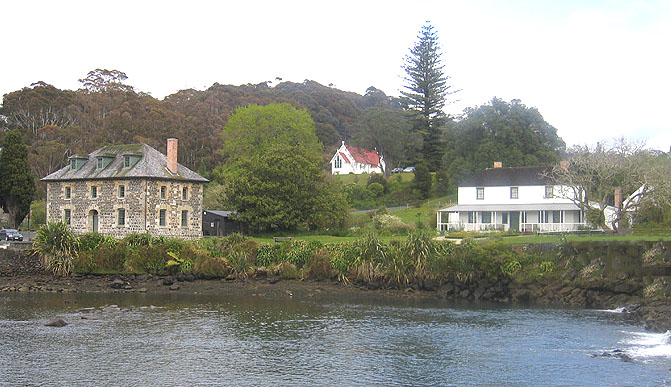
Kerikeri